# Major League Wrestling
La Major League Wrestling  è una federazione statunitense di wrestling con sede nella città di New Rochelle (New York), fondata da Court Bauer nel 2002 e, dopo la prima chiusura del 2004, riattivata nel 2017.

## Storia
La Major League Wrestling venne fondata il 12 giugno 2002 da Court Bauer come risposta alla chiusura della Extreme Championship Wrestling, prefiggendosi l'obiettivo di raccogliere la sua eredità e cercare di fronteggiare la World Wrestling Entertainment; infatti, nei primi show si esibirono wrestler del calibro di Steve Corino, L.A. Park, Terry Funk, Sandman, Vampiro, Mike Awesome e Sabu. Il 14 febbraio 2004 la MLW chiuse però i battenti a causa della concorrenza della Ring of Honor, un'altra federazione fondata a Philadelphia cinque mesi prima.
Il 21 luglio 2017 la MLW venne rifondata tramite l'annuncio di un evento chiamato MLW One-Shot; nel corso del 2018 organizzò altri show ad Orlando (Florida) che riscossero molto successo e riuscì ad assicurarsi un accordo televisivo con beIN Sports per un nuovo programma intitolato MLW Fusion. Nel 2019 strinse degli accordi di partenariato con la Lucha Libre AAA Worldwide, la Pro Wrestling Noah e la Dragon Gate per espandersi sul mercato internazionale.

## Riconoscimenti

### Titoli
| Titolo                                       | Campione/i                  | Data            | Evento               | Luogo                | Fonti |
| -------------------------------------------- | --------------------------- | --------------- | -------------------- | -------------------- | ----- |
| MLW World Heavyweight Championship           | Matt Riddle                 | 11 gennaio 2025 | Kings of Colosseum   | North Richland Hills | [ 5 ] |
| MLW National Openweight Championship         | Ultimo Guerrero             | 2 maggio 2025   | CMLL vs. MLW         | Città del Messico    | [ 6 ] |
| MLW World Tag Team Championship              | Donovan Dijak e Bishop Dyer | 26 giugno 2025  | Summer of The Beasts | New York             | [ 7 ] |
| MLW World Middleweight Championship          | Vacante                     |                 |                      |                      | [ 8 ] |
| MLW Women's World Featherweight Championship | Shoko Nakajima              | 5 aprile 2025   | Battle Riot          | Long Beach           | [ 9 ] |

### Tornei
| Torneo      | Vincitore/i | Data              |
| ----------- | ----------- | ----------------- |
| Battle Riot | Matt Riddle | 5 aprile 2025     |
| Opera Cup   | Mistico     | 14 settembre 2024 |